# Вирениус, Андрей Андреевич
Андрей Андреевич Вирениус (фин. Anders Wirenius; 17 (29) апреля 1850, Санкт-Петербург — 28 сентября 1919, Гатчина ) русский  и финский мореплаватель, вице-адмирал русского флота.

## Биография
Родился 17 (29) апреля 1850 года. С 1862 года учился в 7-й Санкт-Петербургской гимназии, из которой вышел 15 сентября 1865 года в Морской кадетский корпус. В 1867—1869 годах совершил учебные плавания на корвете «Баян» под командованием капитан-лейтенанта Кульстрема и винтовой канонерской лодке «Марево» под командованием лейтенанта Березина. После окончания Морского училища произведён 20 апреля 1869 года в чин гардемарина и награждён денежной премией в размере 300 рублей.
С 9 мая 1869 года назначен в 3-й флотский экипаж и совершил плавание на клипере «Гайдамак» под командованием капитан-лейтенанта Колтовского; 23 апреля следующего года переведён в 3-й флотский экипаж. В 1870—1874 годах совершил плаванье в Тихий океан на корвете «Витязь» под командованием капитана 2-го ранга Назимова. Во время плавания произведён 17 января 1872 года в чин мичмана (со старшинством в звании с 20 апреля 1871 года — приказ по Морскому ведомству № 944) и 31 марта 1874 года в чин лейтенанта; 15 июля 1874 года награждён орденом Св. Станислава 3-й степени.
С 2 февраля по 13 октября 1875 года командовал 2-й ротой монитора «Колдун» под командованием капитан-лейтенанта Веселаго. С 15 сентября 1875 года по 1876 год являлся слушателем Минного офицерского класса, по окончании которого зачислен в минные офицеры 2-го разряда. 30 октября 1876 года назначен на должность минного офицера башенного броненосного фрегата «Адмирал Лазарев», с переводом во 2-й флотский экипаж. С 26 января 1877 года по 26 марта 1878 года находился в Англии на заводе Уайтхеда с целью ознакомления с производством самодвижущихся мин-торпед. По возвращении из заграничной командировки назначен 23 мая 1878 года флагманским механиком по минам Уайхеда в учебном минном отряде, 26 марта 1879 года и отрядный минным механиком в штабе минного отряда. В морские компании 1878 и 1879 годов плавал на Балтийском море в экипаже башенной лодки «Чародейка» по командованием капитана 2-го ранга Васницкого.
В 1878 году зачислен в минные офицеры 1-го разряда. 15 августа 1879 года Вирениус назначен заведующим аппаратами для выбрасывания самодвижущихся мин на крейсере «Азия». В 1879—1880 годах находился в заграничном плавании на крейсере «Азия» под командованием капитан-лейтенанта Нолькена и на крейсере «Европа» под командованием капитан-лейтенанта Гриппенберга.
С 28 июля 1880 года находился в должности минного офицера Штаба Тихоокеанской эскадры адмирала С. С. Лесовского, совершил плавание в Тихий океан. Награждён орденами Святой Анны 3-й степени (1 января 1881 года) и Святого Владимира 4-й степени (1 января 1882 года), а также японским орденом Восходящего солнца 4-й степени (10 августа 1881 года). По возвращении из заграничного плавания, назначен 22 марта 1882 года минным офицером броненосного фрегата «Адмирал Грейг» с переводом в 6-й флотский экипаж.
В 1882 году командовал миноноской «Самопал» в Финском заливе. С 8 апреля по 15 ноября 1883 года находился в служебной командировке в Париже, в распоряжении вице-адмирала Лихачева. В 1883 году командуя миноносцем «Сухум» перешёл из Франции на Чёрное море. 1 января 1884 года награждён орденом Святого Станислава 2-й степени. 1 января 1885 года произведён в чин капитана 2-го ранга «за отличие по службе». 6 октября 1885 года назначен, с переводом в 1-й флотский экипаж, старшим офицером корвета «Витязь».
С 13 декабря 1885 года по 6 мая 1886 года А. А. Вирениус — военно-морской агент российского Морского ведомства в Германской империи. В 1886—1888 годах участвует в гидрографических работах в Тихом океане на корвете «Витязь» под командованием капитана 1-го ранга С. О. Макарова. В 1889 году назначен помощником главного инспектора флота по минному делу. В 1889—1890 годах в качестве члена комиссии по приёмке судов ходил по Финскому заливу на клипере «Джигит», броненосном фрегате «Владимир Мономах» и крейсере «Азия». 1 января 1890 года награждён орденом Святой Анны 2-й степени.
С 28 марта 1893 года по 6 декабря 1895 года командует крейсером «Африка» и одновременно заведует Минным офицерским классом и минной школой. 6 декабря 1895 года произведён в чин капитана 1 ранга, а 1 января 1896 года назначен командиром крейсера I ранга «Память Азова». В 1896 году одновременно исполняет должность флаг-капитана командующего эскадрой Тихого океана Ф. В. Дубасова. 15 февраля 1899 года назначен командиром строящегося эскадренного броненосца «Победа» и в том же году строящегося эскадренного броненосца «Орёл». В 1899 году награждён орденом Святого Владимира 3-й степени.
В 1901 году назначен заведующим военно-морским ученым отделом Главного морского штаба. 15 июля 1901 года «за ревностное и полезное участие» в комиссии для принятия мер к обеспечению перевозки войск на Дальний Восток удостоился Высочайшего благоволения. В следующем году за отличия произведён в контр-адмиралы. В 1903 году назначен помощником начальника Главного морского штаба и членом Конференции Николаевской Морской академии. В 1903—1904 годах, командуя отрядом кораблей в составе эскадренного броненосца «Ослябя», крейсеров «Дмитрий Донской», «Алмаз», «Аврора», эскадренных миноносцев «Буйный», «Блестящий», «Быстрый», «Безупречный», «Бедовый», «Бодрый» и «Бравый», миноносцев № 212, № 213, № 221, № 222 отправился из Кронштадта на Дальний Восток, но из Средиземного моря был отозван обратно. В 1904 году исполнял обязанности начальника Главного морского штаба. В том же году награждён орденом Святого Станислава 1-й степени, а в 1905 году — орденом Святой Анны 1-й степени.
С 1906 года был председателем Морского технического комитета.
В 1908 году уволен в отставку с производством в чин вице-адмирала.
Дважды, в 1909 и 1917 годах, исполнял обязанности товарища Министра внутренних дел Великого княжества Финляндского.
Похоронен на Волковском кладбище в Петрограде.

## Семья
Жена (с 10 декабря 1881 года): Розалия Людвиговна Буссе, дочь коллежского советника. Их дети:
- Николай (род 19.08.1884)
- Жаннетта-Амалия (01.05.1890 — 1973), замужем за Л. А. Мацулевичем
- Ольга (род. 28.09.1892)
- Аделаида-Мария (род. 15.06.1896).

## Память
Именем А. А. Вирениуса назван мыс в Японском море.